# Rio dall'acqua puzzolente
Il Rio dall'Acqua Puzzolente (o Rio della Puzzolente, come viene più comunemente chiamato) è un corso d'acqua delle Colline livornesi, il più conosciuto dopo il Rio Ardenza, che sfocia nel Torrente Ugione nella località di Ponte Ugione, rimanendo sempre nel comune di Livorno.

## Il corso del Rio della Puzzolente
Il Rio dall'Acqua Puzzolente si fa strada nella parte settentrionale delle Colline livornesi. Le sorgenti si trovano sulle pendici del Monte la Poggia a circa 300 metri sul livello del mare, ma il corso d'acqua vero e proprio si forma a 20 metri d'altezza dall'unione dei due bracci maggiori: il Rio Paganello, più a nord e il Rio del Lupo, poco più a sud.
Nonostante siano due corsi d'acqua ben distinti, il Rio Paganello e il Rio del Lupo sono molto vicini, tanto che la loro distanza non supera mai il chilometro di lunghezza. Scorrono parallelamente entrambi per 3 chilometri, anche se il Rio Paganello ha una portata maggiore e più omogenea durante il corso dell'anno, dati i suoi numerosi affluenti.
Il Rio della Puzzolente aggira quindi la Fattoria Mimbelli per poi svoltare lentamente verso nord, seguendo alcune viuzze di campagna. Superato l'antico stabilimento termale dei Bagnetti, ormai in disuso, il corso d'acqua si avvia deciso verso nord, oltrepassando le arcate dell'acquedotto di Colognole, con una pendenza minima e argini ben scavati. Superata la via delle Sorgenti, non distante dal Cisternino di Pian di Rota, il Rio dall'Acqua Puzzolente si unisce poi al Torrente Ugione a Ponte Ugione, senza però entrare nel comune di Collesalvetti.

## Il Rio della Puzzolente nella storia

### Il nome
Probabilmente il nome Rio della Puzzolente venne attribuito al corso d'acqua già dai tempi del Medioevo. Il nome è dato da una sorgente solfurea situata nel corso del fiume, vicino a dove ora c'è la Fattoria Mimbelli. Anche se oggi il Rio dall'Acqua Puzzolente ha quasi perso questa particolarità, non si può dire ancora questo del nome.

### Lo stabilimento termale

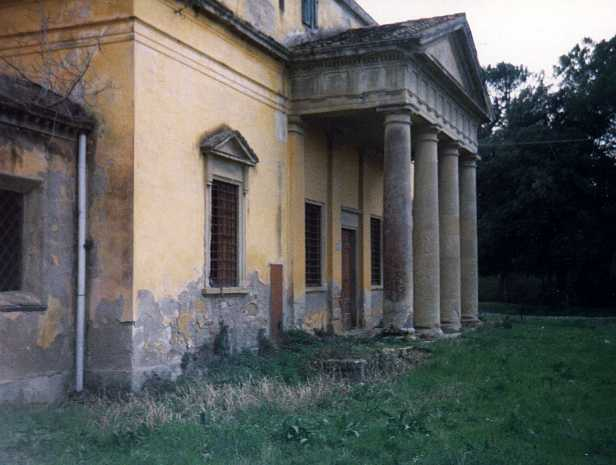
Bagnetti della Puzzolente

A partire dalla prima metà dell'Ottocento la città di Livorno si arricchì di numerosi stabilimenti termali, il più celebre dei quali fu quello delle Acque della Salute, costruito all'inizio del XX secolo. Oggi, tutte queste strutture sono cadute in rovina; analogo destino per i Bagnetti della Puzzolente, costruiti in stile neoclassico da Pasquale Poccianti (architetto del famoso Cisternone).
Lo stabilimento chiuse nel 1897 e attualmente versa in condizioni di estremo degrado; le acque minerali solfuree, che un tempo alimentavano i bagnetti, oggi sono riversate direttamente nel vicino torrente.

## Luoghi attraversati
- Località Casanuova, 48 m s.l.m.;
- Fattoria Mimbelli, 20 m s.l.m.;
- Bagnetti della Puzzolente, 16 m s.l.m.;
- Ponte Ugione.